# Klinke & Co.

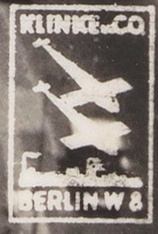
Logo von Klinke & Co. – zwei Flugzeuge über einer Industrielandschaft

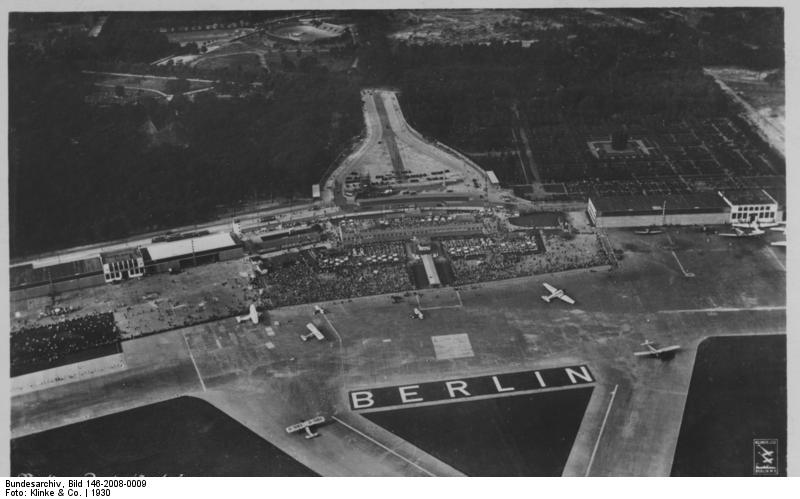
Zentralflughafen Berlin – Sitz von Klinke & Co. – Fliegeraufnahme dieser Firma von 1930

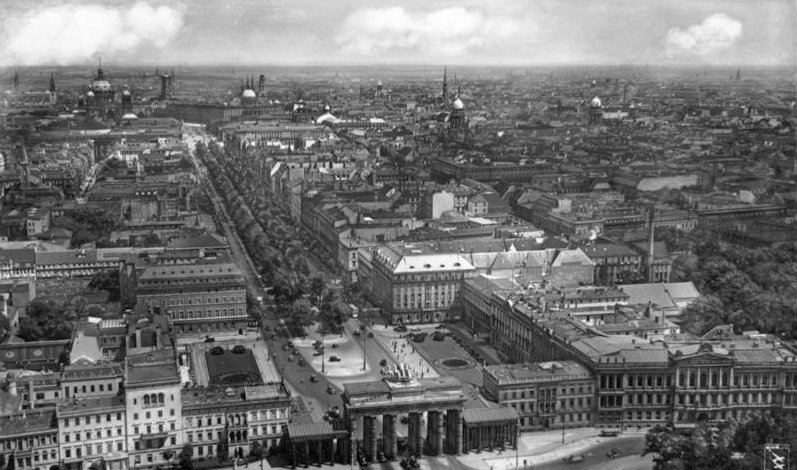
Beispiel für eine Fliegeraufnahme von Berlin (1931)

Klinke & Co. war ein deutsches Unternehmen mit Sitz in Berlin. Es firmierte auch unter der zeitgenössischen Bezeichnung Industrie-Fotografen. Es handelte sich um Photographische Werkstätten mit Illustrations- und Postkartenverlag.

## Geschichte
Das Unternehmen Klinke & Co. wurde im Jahre 1927 in das Berliner Handelsregister eingetragen. Besitzer war Eduard Beyreuther mit Sitz am Zentralflughafen in Berlin.
Nach Aussage des bei diesem Unternehmen beschäftigten Arbeiterfotografen Erich Rinka war der Besitzer ein Regimentskamerad Hermann Görings im Ersten Weltkrieg.
Im Verlauf ihrer Existenz hatte Klinke & Co. mehrere Adressen. Zuerst war der Sitz von Klinke & Co. in Berlin SW 68, Ritterstraße 23, später in Berlin W 8, Leipziger Straße 24, nach 1945 dann in Berlin-Tempelhof.

## Produkte
Schwerpunkt der Produktion der Industrie-Fotografen Klinke & Co. waren zeitgenössische Fliegeraufnahmen, deren Herstellung sie flächendeckend für alle Gebiete des Deutschen Reiches anbot und bei Bedarf auch anfertigte. Die als Postkarten vertriebenen Aufnahmen fanden große Verbreitung. Nachdem die Konkurrenz auf dem Markt größer wurde, ging das Unternehmen auch dazu über, Luftaufnahmen von Einzelobjekten wie Schlössern, Burgen, Hotels oder Ausflugsgaststätten anzufertigen und zu vertreiben. Mehr und mehr wurde von Fliegeraufnahmen auch zu normalen Ansichten derartiger Objekte übergegangen, da dazu in der Regel keine Sondergenehmigung des Reichsluftfahrtministeriums erforderlich war.
In der Zeit des Nationalsozialismus und der beginnenden Kriegsvorbereitung mussten alle Fliegeraufnahmen durch das Reichsluftfahrtministerium  (RLM) genehmigt werden, was sich zunehmend schwieriger gestaltete. Militäranlagen wie Truppenübungsplätze und Kasernen durften nicht abgelichtet werden. Auch war die Abbildung von Bahnhöfen oder Bahnanlagen unerwünscht und musste größtenteils auf den Fotografien geschwärzt oder unkenntlich gemacht werden.
Klinke & Co. existierte noch bis in die 1960er Jahre in Berlin-Tempelhof.

## Bedeutung in der Dokumentation
Durch die zahlreichen Luftbilder hielt Klinke & Co. den Zustand vieler deutscher Städte und Dörfer vor den umfangreichen Kriegszerstörungen im Zweiten Weltkrieg dokumentarisch fest.